# Jujuy

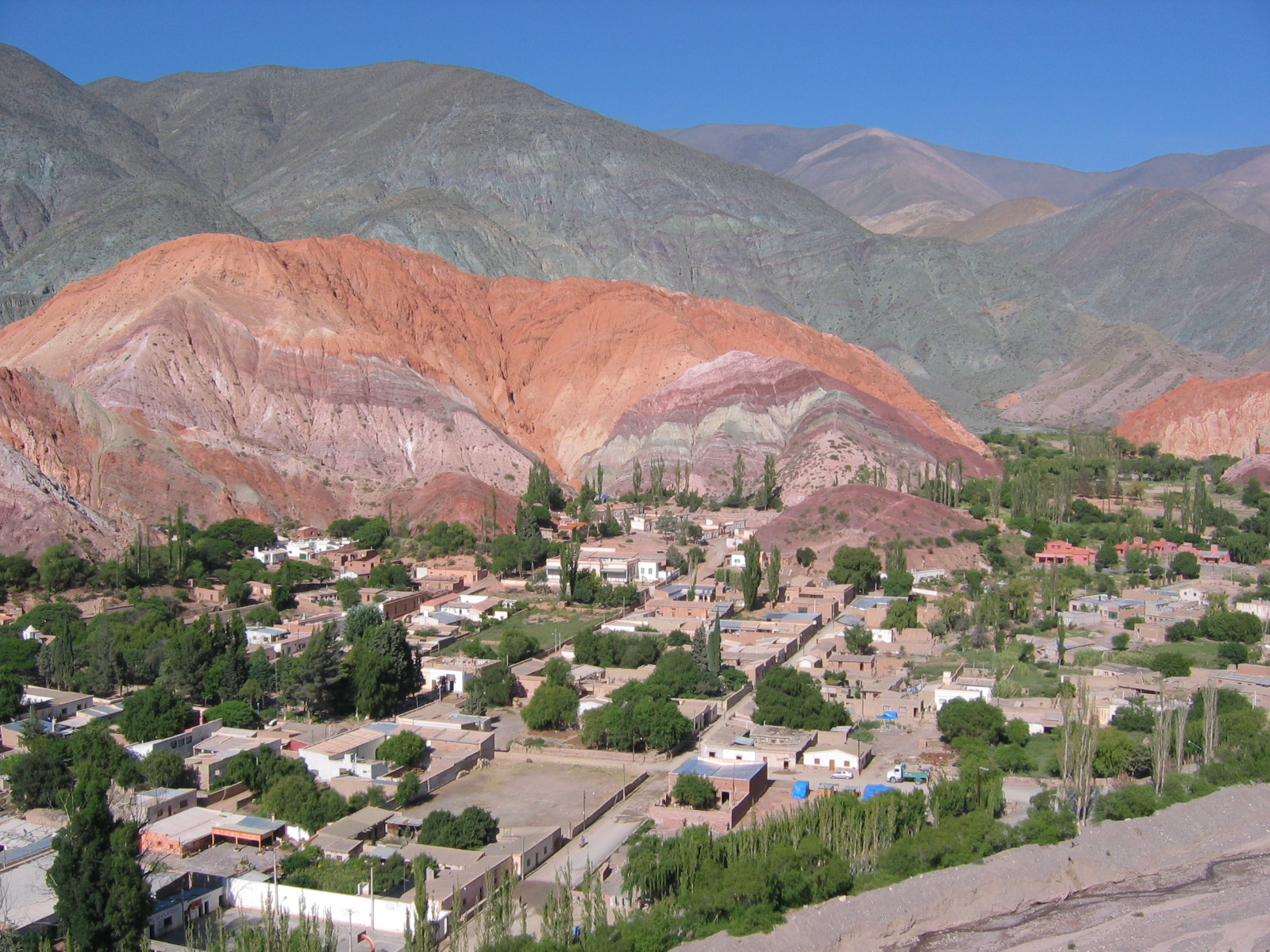
Cerro de los siete colores (De sju färgernas berg) i Purmamarca, Jujuy

Jujuy (Provincia de Jujuy) är en provins i nordvästligaste hörnet av Argentina. Den gränsar till Chile i väster, Bolivia i norr och den sydligare provinsen Salta i söder och öster. Provinshuvudstad är San Salvador de Jujuy. Provinsen har cirka 500 000 invånare, varav cirka 200 000 i huvudstaden.

## Natur och klimat
Jujuy kan indelas i fyra naturzoner, djungeln i öster, "dalarna" i mitten, "Valle Central" i söder och så högplatån, "La Puna" i väster. Detta leder till stora variationer i både natur och klimat, i öster är det varmt och fuktigt medan det i väster, på högplatåns 4000 meter är svalt och oerhört torrt. Dalarna i mitten visar en mycket vacker natur med vackra färgglada berg, uttorkade flodfåror och sparsam men intensivt grön vegetation på sina ställen. Växtligheten i dalarna kan vara tempererad lövskog i söder och kaktusar och små buskar i norr. Valle Central upptas till större delen av provinshuvudstaden och dess mindre städer runt omkring, och naturen består av skog och stora delar uppodlad mark.
Större delen av Jujuy ligger i utkanten av Atacamaöknen vilket leder till varmt och torrt klimat. Vintrarna är mycket torra och mellan 0 och 10 grader. Somrarna är behagliga, 30–35 grader och något fuktigare.

## Historia
De allra första invånarna i Jujuy var Omaguacas, en indianstam vars närvaro i provinsen har daterats till minst 7000 år. Flera ruiner, gravplatser, lämningar av keramik etc. samt ett fåtal mumier bevisar detta. Jujuy blev en del av Inkariket när detta expanderade söderut under 1450-talet under ledarna Pachacuti och Huayna Capac, och spanjorerna anlände till området på 1540-talet. Provinsen, och framför allt dess huvudstad, var en viktig plats för de långa silverlederna som gick från områdets norra delar till mer betydande städer i söder, som till exempel Córdoba, Santiago del Estero och Buenos Aires.

## Kultur
Jujuys kultur är en blandning av kolonialt spanskt och traditionellt indianskt. Provinsen har ett mycket rikt och levande kulturliv, och invånarna är stolta över att vara en del av det gamla inkariket. Både Quechua och Aymara talas i stor utsträckning i de norra delarna även om spanska är officiellt och första språk i hela Argentina. Gamla traditioner och heliga fester som till exempel Pachamama firas i stor utsträckning och den mest traditionella maten har för det mesta någon form av majs i receptet, ett arv från den precolumbianska eran. Traditionellt hantverk tillverkas och säljs överallt och lamor används som packdjur.
I september varje år firas Fiesta Nacional de los Estudiantes, som är en veckolång karnevalsliknande tillställning då man firar våren och ungdomen. Alla gymnasieskolor tillverkar "karosser" av ett chassi som man svetsar på ett motiv och som sedan fylls med pappersblommor och lampor i alla färger. Motiven kan vara allt från en atlantångare till en teddybjörn till ett motiv ur en klassisk film. Sedan väljer varje skola ut en drottning bland sistaklassarnas tjejer som sedan tävlar i olika skönhetstävlingar mot varandra tills en nationell drottning utsetts. Övriga tillställningar under denna fest är bland annat discon, uppträdanden, konserter, privata fester och asados (grillpartyn).

## Utbildning
Jujuy har ett flertal universitet, både privata och statliga. Vanligast är dock att ungdomar åker till större städer som Tucumán, Córdoba eller Buenos Aires för att studera.

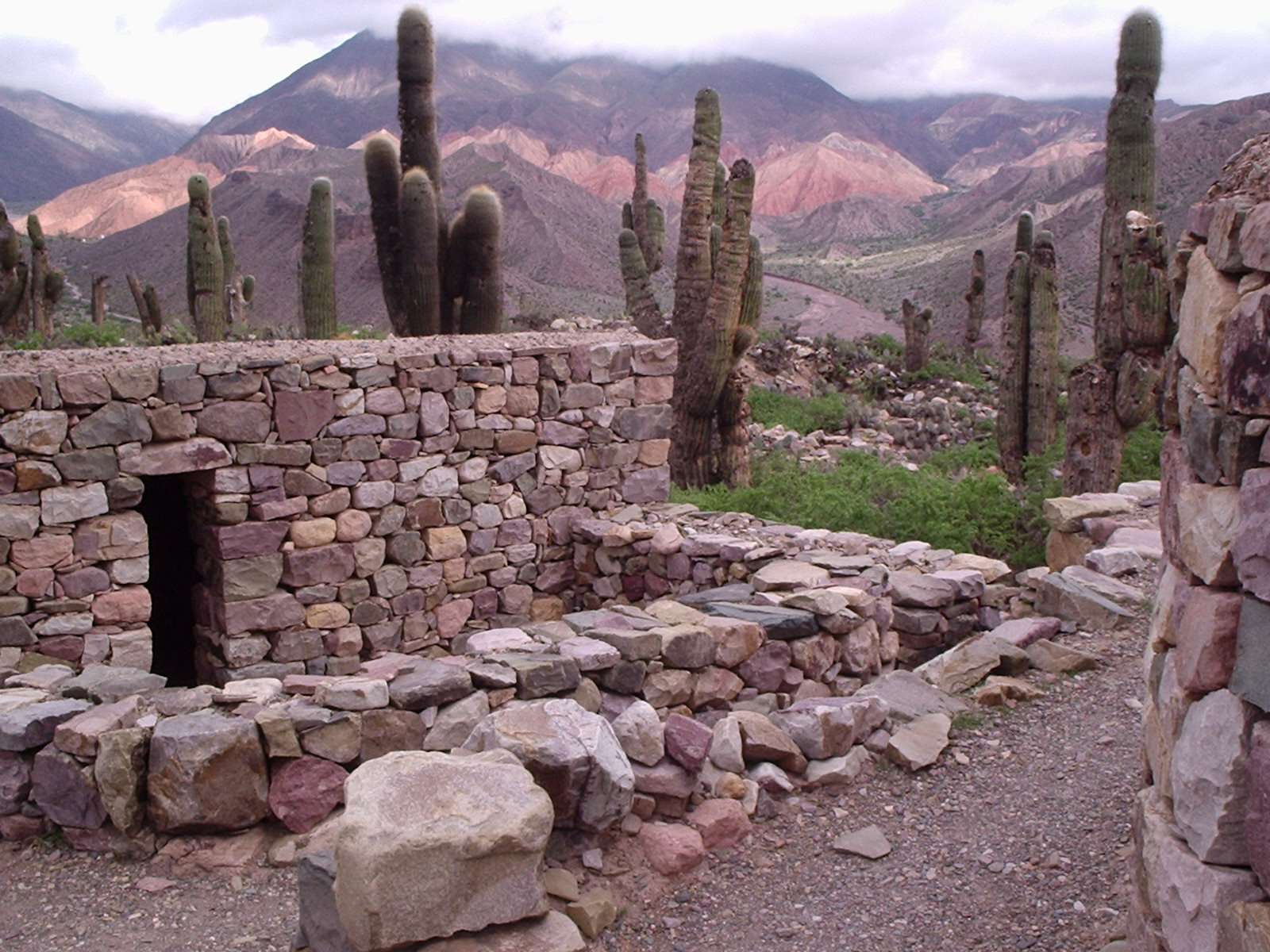
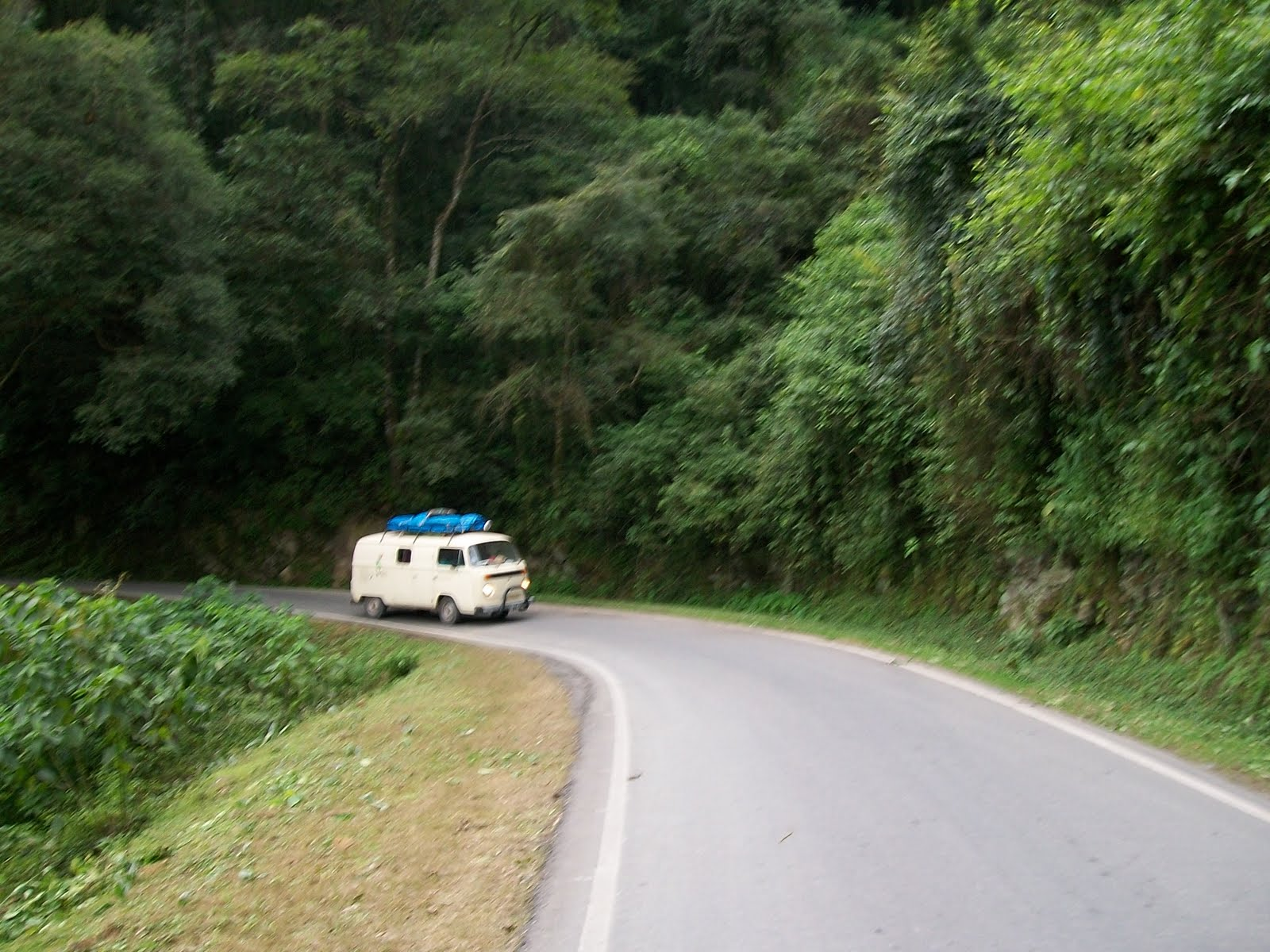
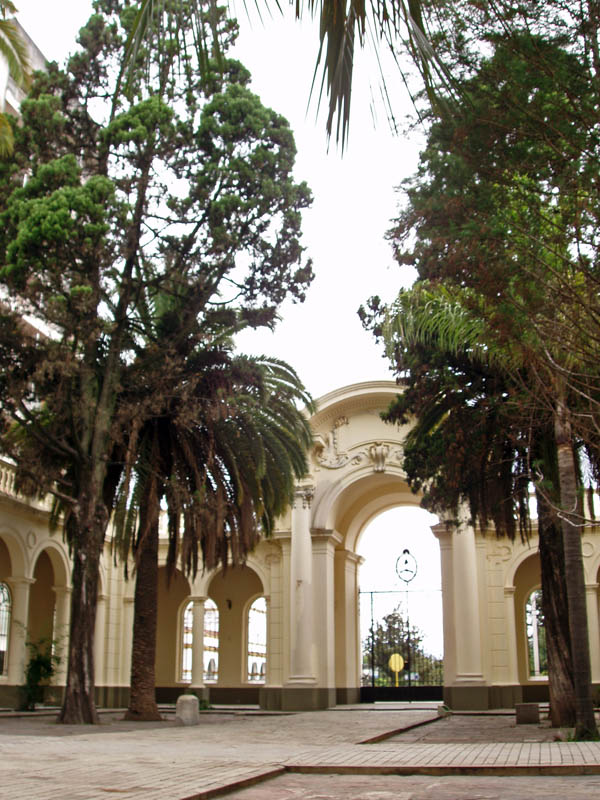